# 2 Reyes 17
2 Reyes 17 es el decimoséptimo capítulo de la segunda parte de los Libros de los Reyes de la Biblia hebrea o Segundo Libro de los Reyes del Antiguo Testamento de la  Biblia cristiana El libro es una compilación de varios anales que registran los actos de los reyes de Israel y Judá por un compilador deuteronómico en el siglo VII a. C. con un suplemento añadido en el siglo VI a. C. Este capítulo registra los acontecimientos durante los reinados de Oseas el último rey de Israel, la toma de Samaria y el deportación de la población del reino del norte por los asirios..

## Texto
Este capítulo fue escrito originalmente en lengua hebrea y desde el siglo XVI se divide en 41 Versículos.

### Testigos textuales
Algunos de los primeros manuscritos que contienen el texto de este capítulo en hebreo pertenecen a la tradición del Texto Masorético, que incluye el Códice de El Cairo (895), el Códice de Alepo (siglo X) y el Códice Leningradensis (1008).
También existe una traducción al griego koiné conocida como Septuaginta, realizada en los últimos siglos a. C.. Los manuscritos antiguos existentes de la versión Septuaginta incluyen el Codex Vaticanus ('B; {\displaystyle {\mathfrak {G}}}B; siglo IV) y el Codex Alexandrinus (A; {\displaystyle {\mathfrak {G}}}A; siglo V).

## Estructura
Este capítulo puede dividirse en las siguientes secciones:
- : Relato regnal de Hoshea ben Elah de Israel y la caída de Samaria.
- : Análisis teológico
- : Interpretación de la situación en Samaria tras la dispersión de Israel

La estructura narrativa esquelética de este capítulo está conformada por las acciones del rey de Asiria, con la narración seguida del comentario (dos veces): 
- ataque directo a Israel (versículos 1-23)
  - narrativa (Versículos 1-6)
  - comentario (versículos 7-23)
- ataque directo a Israel (Versículos 24-41)
  - narrativa (versículos 24-28)
  - comentario (versículos 29-41)

## Análisis
Este capítulo proporciona una importante interpretación teológica de la historia de Israel que conecta las largas crónicas del pecado de la nación con el castigo divino resultante con la caída del reino del norte, como refleja una 'densa concentración de lenguaje deuteronomista'. También deja entrever el destino final de Judá, enlazando con otras «densas concentraciones de lenguaje de juicio deuteronomista» en 2 Reyes 21:3-15; 2 Reyes 23:26-27; 2 Reyes 24:3-5. Los profetas del norte, Amos y Oseas, proporcionan una reflexión adicional sobre las razones del juicio.

## Oseas, rey de Israel (17:1-6)
Los registros del reinado de Oseas, el último rey de Israel, se evalúan de forma menos negativa que los reyes anteriores del reino del norte, pero sus actos siguen siendo «malos a los ojos del Señor».  El cambio de lealtad de Oseas de Asiria a Egipto tiene una consecuencia desastrosa. Salmanasar V, el rey de Asiria, pronto se enfrentó a Oseas y sitió Samaria durante tres años, pero Sargón II afirmó en sus anales que había tomado Samaria (ANET 284-285).

### Versículo 1
En el año duodécimo de Acaz, rey de Judá, reinó Oseas hijo de Ela en Samaria, sobre Israel, nueve años». YLT
- «En el año 12 de Acaz»: Según McFall en la corrección de la cronología de Thiele,[12] esto cayó entre septiembre de 724 AEC y septiembre de 723  AEC y durante este período Oseas «ha reinado» en Samaria durante 9 años, siguiendo «método del año de sucesión».[13] La mayoría de las versiones inglesas tradujeron el verbo como “comenzó a reinar”, tratando el año como “”terminus a quo“”.[14]
- «Nueve años»: basándose en 1 Reyes 15:30, según la cronología de Thiele, Oseas comenzó a reinar entre septiembre de 732 a. C. y abril de 731 a. C. ('en el año 20 de Jotam hijo de Uzías'),[15] Su ascensión al trono se registra en los anales de Asiria (ANET 284[16]). Siguiendo la cronología de Thiele-McFall, Oseas murió entre abril y septiembre del 723 a. C., cuando Asiria capturó Samaria.[14]

### Versículo 3
Contra él subió Salmanasar, rey de Asiria. Y Oseas se convirtió en su vasallo y le pagó tributo. 
- «Salmanasar»: se identifica como Salmanasar V.[18]

### Versículo 4

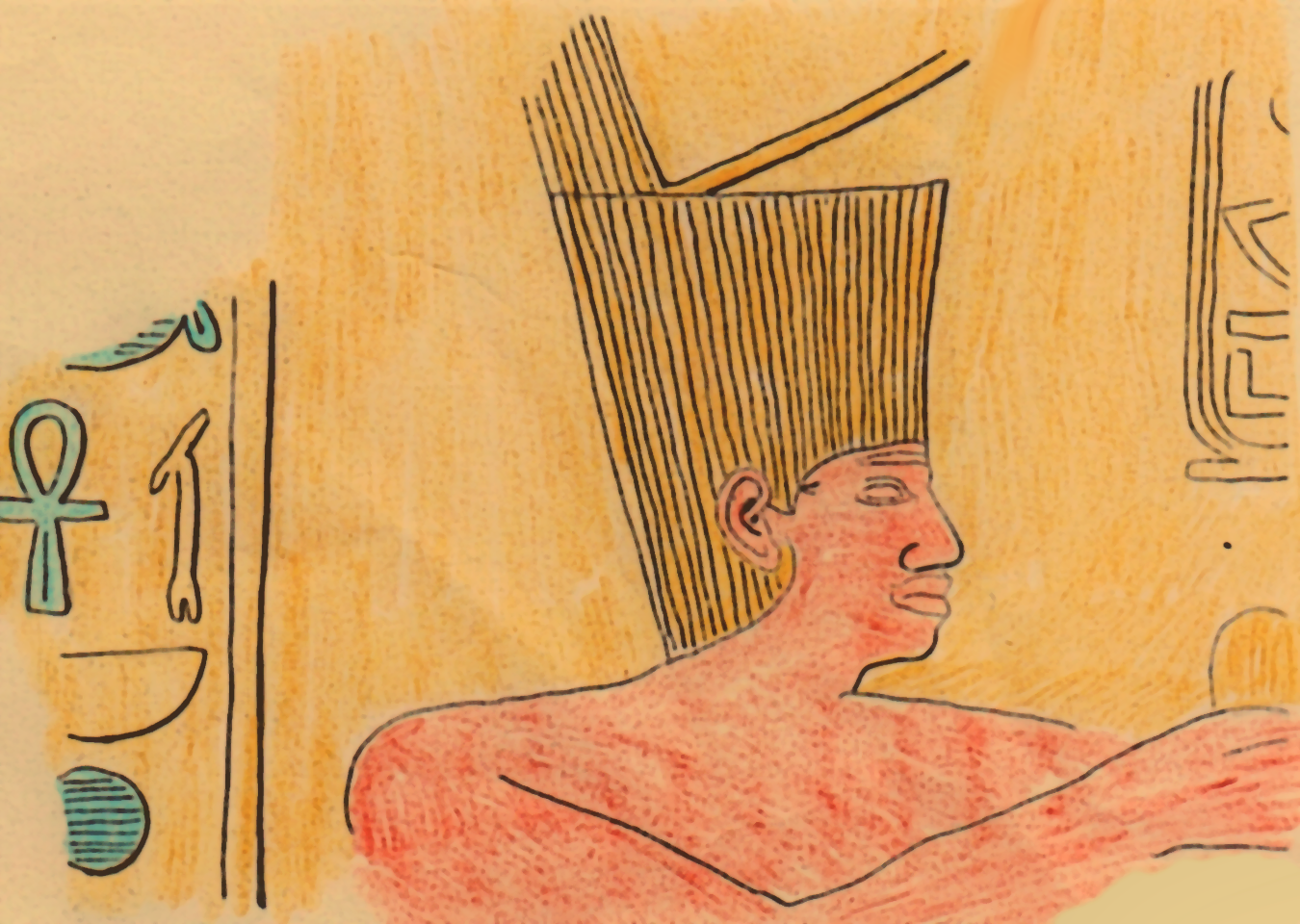
Relieve de Osorkon IV, de Tanis

Y el rey de Asiria halló conspiración en Oseas; porque había enviado mensajeros a So rey de Egipto, y no había traído presente al rey de Asiria, como lo había hecho año tras año; por tanto, el rey de Asiria lo encerró, y lo encarceló.'
- "Así que rey de Egipto identificado principalmente con «Osorkon IV» (reinó 730 - 715/13 AEC),[21][22][23][24][25][26][27][28] u otros gobernantes como el faraón Shabaka de Egipto (710- 696 A.C.), Silhu (un monarca del norte de Arabia; Šanda 214-16), Sibe (un oficial egipcio) y el faraón Tefnakhte (reinó 726-716 a. C.) cuya capital, Sais (sʼw), podría transliterarse como «So» en hebreo. [10]

### Versículo 6

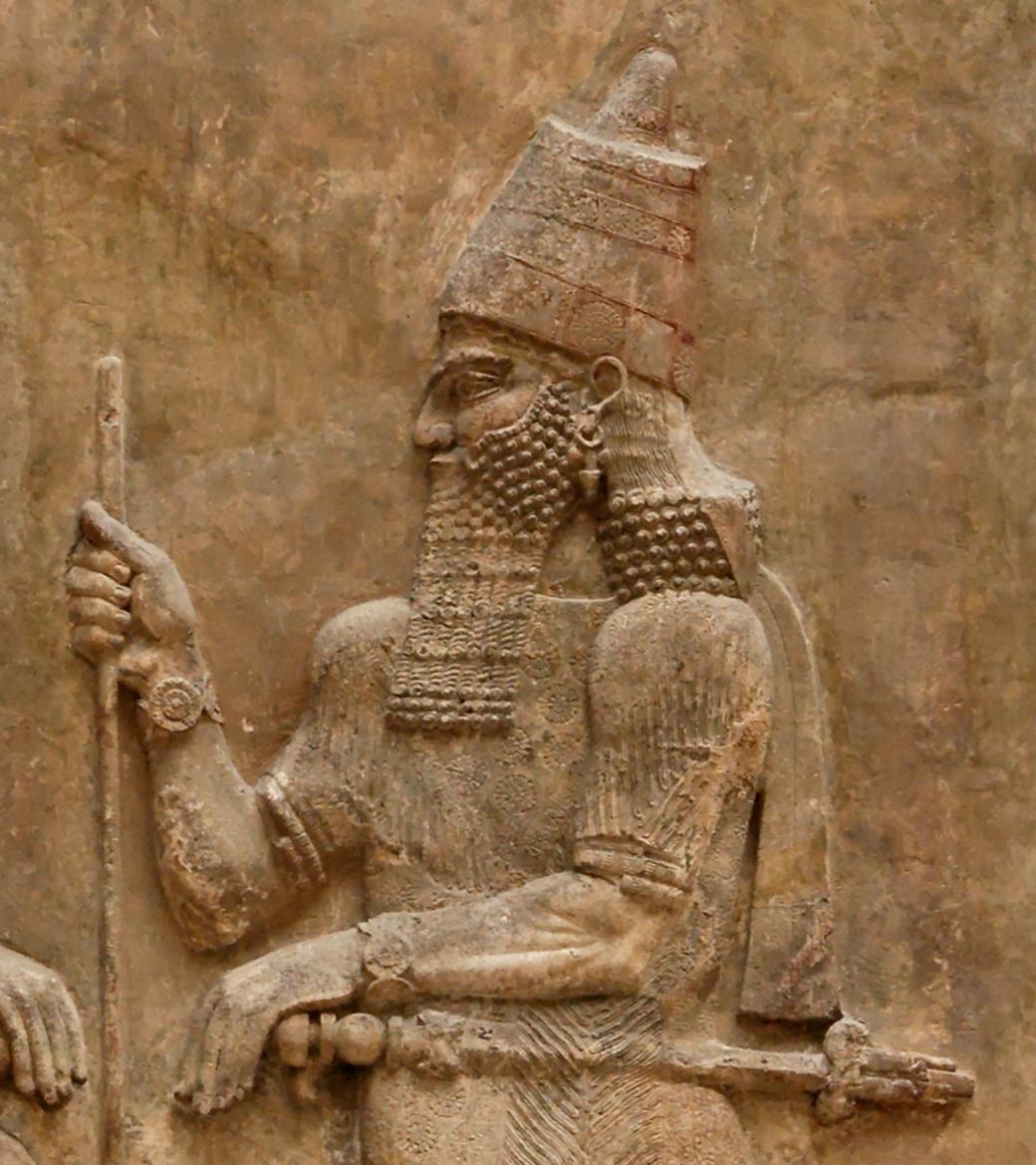
Relieve de Sargón II, rey de Asiria, que pretendía capturar Samaria

.
En el noveno año de Oseas, el rey de Asiria capturó Samaria, y se llevó a los israelitas a Asiria y los puso en Halah, y en el Habor, el río de Gozán, y en las ciudades de los medos. 
- «En el año 9 de Oseas» según la cronología de Thiele-McFall, Samaria fue capturada entre abril y septiembre de 723 a. C.[30]
- «El rey de Asiria»: aunque el asedio fue iniciado por Salmanasar V, su sucesor, Sargón II, afirmó haber tomado la ciudad de Samaria y supervisó la deportación del pueblo del norte de Israel (ANET 284-285[9]).[10] El acontecimiento y la sucesión de los reyes asirios se recogen en una de las Crónicas babilónicas (ABC 1; «De Nabû-Nasir a Šamaš-šuma-ukin»).[31]

Los deportados fueron desplazados descentralizadamente a diversos lugares del noreste de Siria, destruyendo de hecho las razas, por lo que el pueblo israelita del norte exiliado dejó pocas huellas en la historia y la tradición (convirtiéndose en las «Diez Tribus Perdidas» de Israel), a diferencia de los judíos (el pueblo de Judá) que fueron trasladados más tarde en bloque a Babilonia.

## Causa teológica de la catástrofe (17:7-23)
La exposición de esta sección consta de dos partes: sobre Israel (versículos 7-18) y sobre Judá (versículos 19-23). La primera parte está marcada por el término «porque» del versículo 7 hasta el «por tanto» del comienzo del versículo 18:
A acusación general (versículos 7-8)
B delitos específicos (Versículos (9-12)
C advertencia profética desoída (Versículos 13-14)
A' acusación general (Versículos 15-16a)
B' crímenes específicos (versículos 16b-17)
C' resultado (versículo 18)
En la segunda parte, la idolatría en el reino de Judá se coordina con la del reino del norte (versículo 19; cf. versículo 13), aunque el narrador en este punto sólo insinúa la desaparición de Judá (como castigo por sus pecados).

## Los inmigrantes del este y sus cultos (17:24-41)
.

Deportación del Reino del Norte de Israel por el Imperio Asirio

Siguiendo el principio de la destrucción de las razas en el territorio conquistado, los asirios no sólo desplazaron a los israelitas de su tierra, sino que también deportaron a personas de otras tierras a Israel. Los lugares enumerados en los Versículos 24, 29-41 se encuentran en parte en Mesopotamia y en parte en Siria. Esta mezcla de etnias evitaría el desarrollo de una resistencia a gran escala y «paralizaría las regiones mediante la tensión entre pueblos» de distintos orígenes. La narrativa deuteronomista se centra en los impactos religiosos de esta política, que 'la religión (dioses y tradiciones rituales) en la provincia de Samaria 'se mezcló'. Se observa que el culto a YHWH sigue existiendo, pero 'unido sincréticamente' con otras religiones (versículos 32-34, 41), como se explica utilizando el episodio registrado en los versículos 25-28.